# آلباتروس دی‌آر. ۱
آلباتروس دی‌آر. ۱ (به انگلیسی: Albatros_Dr.I) یک هواگرد از نوع جنگنده ساخت شرکت آلباتروس فلوکتسایک‌ورک در آلمان است. در مجموع، تعداد ۱ فروند از این هواگرد ساخته شده‌است.